# トッリ・デル・ベーナコ
トッリ・デル・ベーナコ（伊: Torri del Benaco）は、イタリア共和国ヴェネト州ヴェローナ県にある、人口約3,000人の基礎自治体（コムーネ）。

## 地理

### 位置・広がり

#### 隣接コムーネ
隣接するコムーネは以下の通り。括弧内のBSはブレシア県所属を示す。
- ブレンゾーネ
- コステルマーノ
- ガルダ
- ガルドーネ・リヴィエーラ (BS)
- ガルニャーノ (BS)
- サロ (BS)
- サン・フェリーチェ・デル・ベナーコ (BS)
- サン・ゼーノ・ディ・モンターニャ
- トスコラーノ＝マデルノ (BS)

### 気候分類・地震分類
気候分類では、zona E, 2252 GGに分類される。
また、イタリアの地震リスク階級 (it) では、zona 2 (sismicità media) に分類される。

## 姉妹都市
- カダケス、スペイン 2006年